# Denise Berthoud
Denise Berthoud (Neuchâtel, 27 september 1916 - 26 februari 2005) was een Zwitserse advocate, bestuurder en feministe.

## Biografie

### Afkomst en opleiding
Denise Berthoud was een dochter van politicus Henri Berthoud en een kleindochter van politicus Jean-Edouard Berthoud. Ze studeerde rechten en actuariële wetenschappen aan de Universiteit van Neuchâtel. In 1942 studeerde ze er af.

### Carrière
Vervolgens werd Berthoud advocate en zetelde van 1959 tot 1986 ze in de raad van bestuur van de verzekeringsmaatschappij Altstadt. Ze was tevens medewerkster bij de Schweizerischer Verband der Akademikerinnen en voorzitster van de grote commissie ter organisatie van de Schweizerische Ausstellung für Frauenarbeit van 1958. Vanaf 1952 was ze medewerkster en van 1955 tot 1959 voorzitster van de Bund Schweizerischer Frauenvereine. Van 1957 tot 1979 vertegenwoordigde ze deze organisatie in de federale commissie voor het handelsbeleid en van 1958 tot 1986 in de nationale defensiecommissie. Van 1958 tot 1969 was ze lid van het Zwitserse Rode Kruis. Van 1968 ott 1980 was ze voorzitster van Forum Helveticum. Ze was tevens voorzitster van de Schweizerische Gesellschaft für praktische Sozialforschung en medewerkster bij de Schweizerische Bund für Zivilschutz.

## Werken
- (fr)  L'assurance des marchandises contre les risques de transport, 1942.

- Base de données des élites suisses: 57542
- Gemeinsame Normdatei: 1055960619
- Historisch woordenboek van Zwitserland: 009270
- International Standard Name Identifier: 0000 0003 9318 3055
- Nederlandse Thesaurus van Auteursnamen: 095472770
- Système universitaire de documentation: 061087599
- Virtual International Authority File: 287397160
- WorldCat: E39PBJcC4qYDT6Pt4vbXHqHpyd